# Nationalpark Harz
Nationalpark Harz este o arie protejată (arie de protecție specială avifaunistică — SPA) din Germania întinsă pe o suprafață de 15.546,4 ha, integral pe uscat.

## Localizare
Centrul sitului Nationalpark Harz este situat la coordonatele 51°47′10″N 10°29′02″E / 51.7861°N 10.4839°E.

## Înființare
Situl Nationalpark Harz a fost declarat arie de protecție specială avifaunistică în iunie 2001 pentru a proteja 7 specii de animale.

## Biodiversitate
Situată în ecoregiunea continentală, aria protejată nu include niciun habitat protejat.
La baza desemnării sitului se află mai multe specii protejate de  păsări (7): minunița (Aegolius funereus), barză neagră (Ciconia nigra), ciocănitoare neagră (Dryocopus martius), Falco peregrinus peregrinus, ciuvică (Glaucidium passerinum), sitar de pădure (Scolopax rusticola),  cocoș de munte (Tetrao urogallus).